# Hapelrath
Hapelrath ist ein Ortsteil von Reusrath, einem Stadtteil von Langenfeld (Rheinland) und hat 18 Einwohner (Stand: 17. Januar 2010).

## Geographie

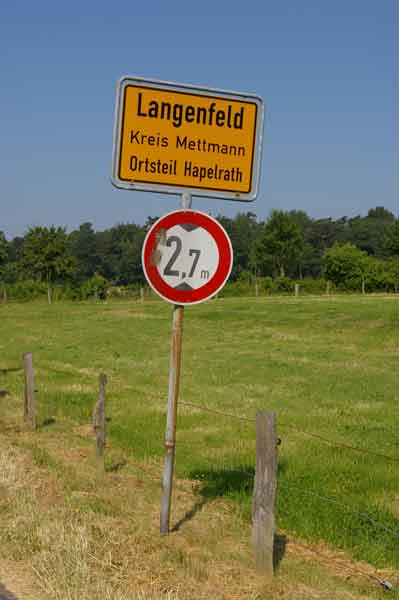
Ortsschild Hapelrath

Hapelrath liegt am Südrand des Further Moores in einem flachen, von Wald eingeschlossenen Tal. Lediglich nach Nordosten öffnet sich die bewaldete Fläche in einem schmalen Streifen zur Ortschaft Furth hin. In Richtung Westen und Süden liegt Reusrath. Die Dückeburg ist mittels einer Unterführung unter der Bahnstrecke Mülheim-Speldorf–Troisdorf verbunden. Immigrath schließt sich im Nordwesten, Leichlingen (Rheinland) im Osten an. Hapelrath wird vom hier auch Hapelrather Bach genannten Galkhauser Bach durchflossen, welcher für den Bau der Eisenbahn verlegt und begradigt wurde. Ursprünglich verlief der Bach weiter südlich in einem natürlichen Bachbett, in dessen Verlauf noch heute Wasserbaumaßnahmen des Mittelalters zur Bewässerung einer bislang undatierten Ringwallanlage zu erkennen sind.
Hapelrath liegt heute an dem Posthornweg des Sauerländischen Gebirgsvereins (SGV) und nachfolgend des Allgemeinen Deutschen Fahrrad-Clubs (ADFC). Dieser führt Wanderer auf 35 km Länge und Radwanderer auf 45 km Länge rund um Langenfeld. In Hapelrath sind beide Routen deckungsgleich. Hapelrath ist nur für Anlieger mit einem Fahrzeug erreichbar. Ohnehin ließe das einspurige Wege- und Straßennetz keine größere Anzahl an Fahrzeugen zu. Wie in vielen anderen Randbereichen der Stadt auch, gehen zudem viele Reiter in Hapelrath ihrem Sport nach.

## Wirtschaft
Hapelrath ist land- und forstwirtschaftlich geprägt. Es ist nur ein Handwerksbetrieb vorhanden.

## Geschichte
Die Anfänge Hapelraths liegen, wie der Siedlungsbeginn in ganz Langenfeld, weitestgehend im Dunkeln. Falls jedoch alle Orte mit der Endung -rath tatsächlich zu Anfang des neunten Jahrhunderts gegründet wurden, müsste Hapelrath seit rund 1200 Jahren besiedelt sein. Hapelrath wird 1446 als Habelrode erstmals urkundlich erwähnt. Der Name geht laut dem Ortsnamensforscher Heinrich Dittmaier möglicherweise auf die Erstbesiedlung (Rath bedeutet Rodung) eines Hadubald oder Habilo zurück. Viel mehr ist aus frühester Geschichte schriftlich nicht überliefert, dennoch darf Hapelrath als "Langenfelds Tor zur Sagenwelt" bezeichnet werden, denn hier soll sich die der Sage vom versunkenen Schloss zugrunde liegende Geschichte abgespielt haben. Auch wird eine Verbindung zum Tod des kaiserlichen Abgesandten vermutet, der im Jahre 973 in Langenfeld umgebracht worden sein soll. Seines Todes wegen soll eine Klostergründung (am Gladbach?) aufgegeben und diese im Jahre 974 in Mönchengladbach noch ein weiteres Mal vollzogen worden sein.

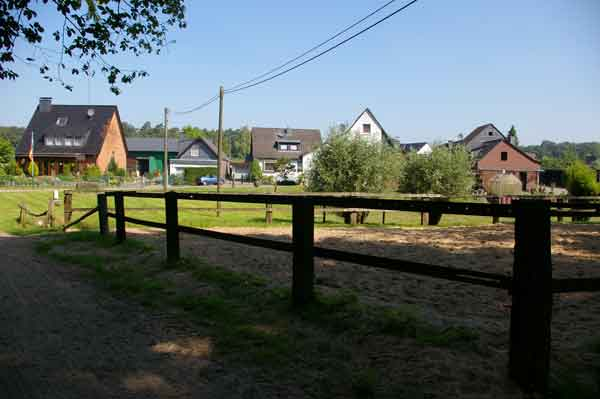
Hapelrath von Süden
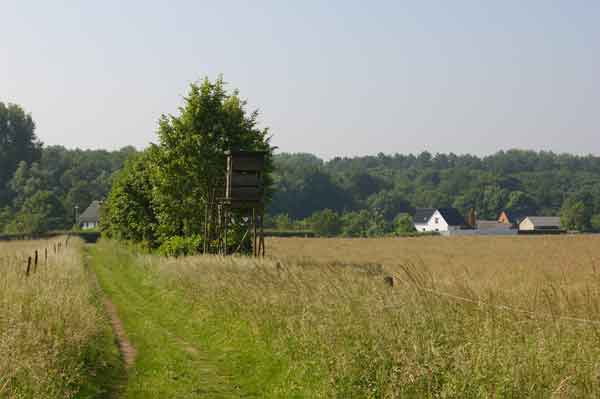
Hapelrath von Norden
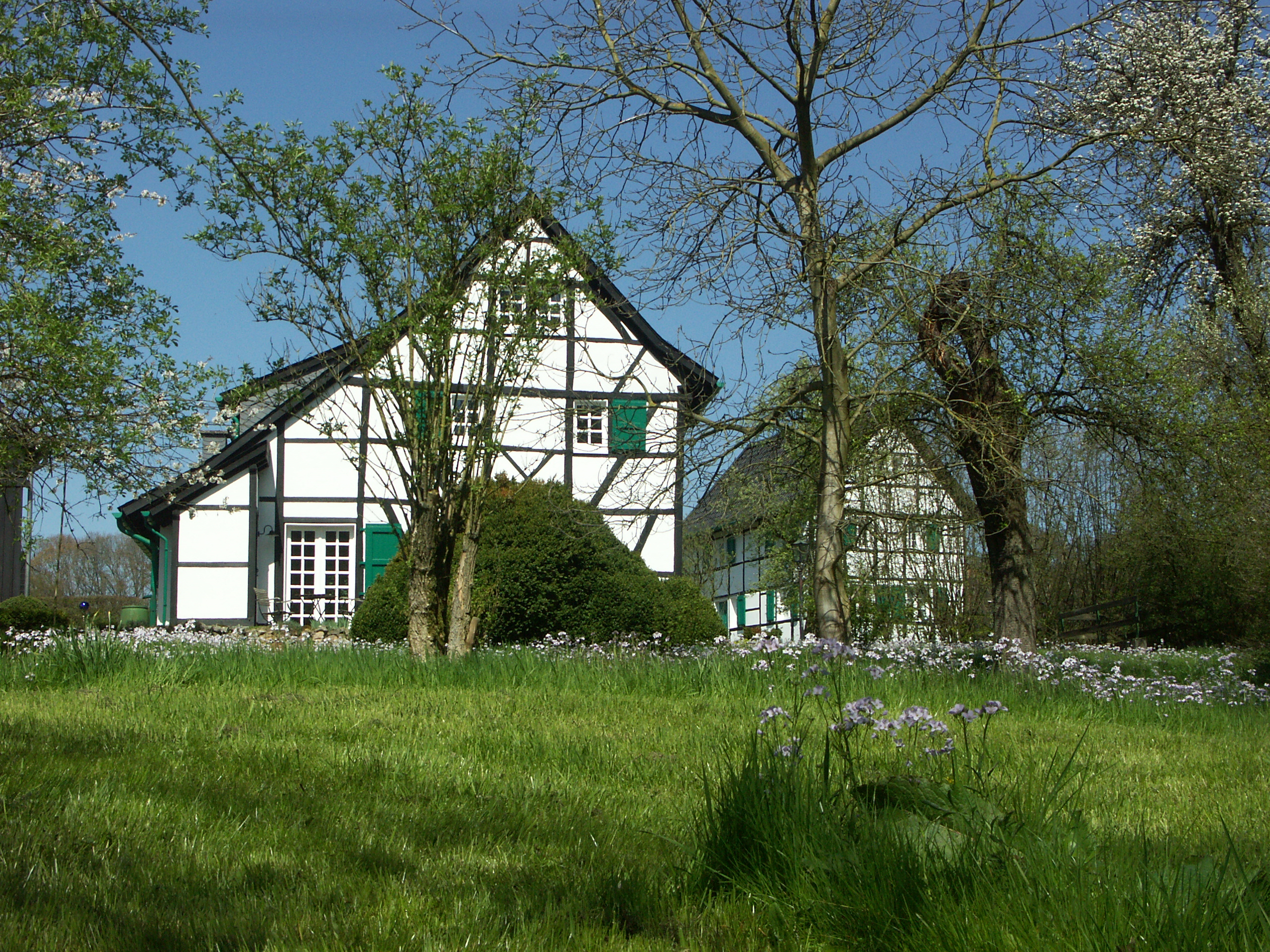
Hapelrath Nr.5+6
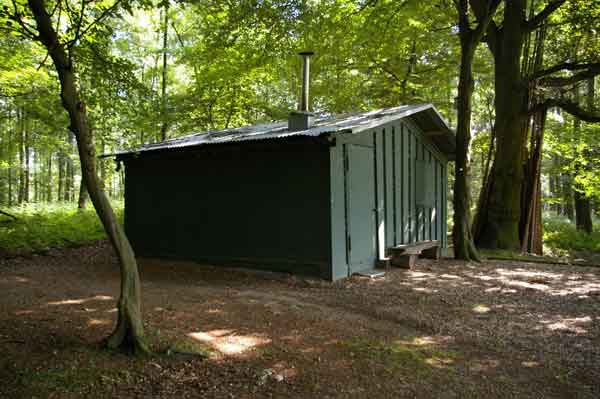
Hütte des Hegerings
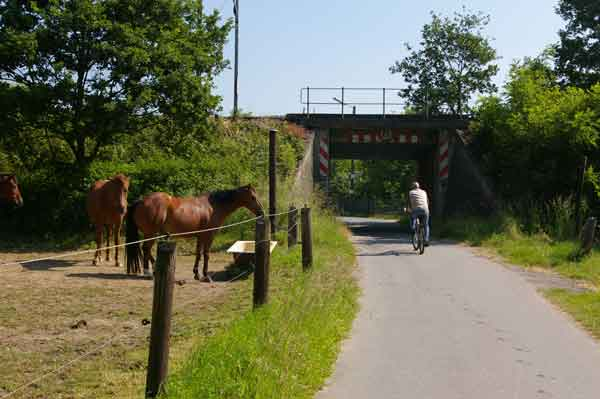
Tor zur Sagenwelt Langenfelds

## Die Sage(n) vom versunkenen Schloss
Zwei Versionen der Berichte um ein versunkenes Schloss haben sich in Langenfeld erhalten. In Hapelrath gibt es auch nicht nur einen möglichen Burgstall, sondern gleich zwei von ihnen, die als Ort des Geschehens in Betracht kommen könnten. Da beide Orte zudem Besonderheiten aufweisen, die auf ähnliche, aber nicht identische Abläufe schließen lassen, nachfolgend beide Versionen der Sage mit den Worten der benannten Berichterstatter. Vorab sei noch der Hinweis gestattet, dass die nur scheinbare Übereinstimmung der beiden Berichte in Zusammenhang mit den beiden Burgställen zu der Annahme führte, dass sich die Berichte überlagerten und tatsächlich zwei Geschichten um zwei versunkene Schlösser (Turmhügelburgen, auch Motten genannt) erzählt werden.

### Die Märchenversion

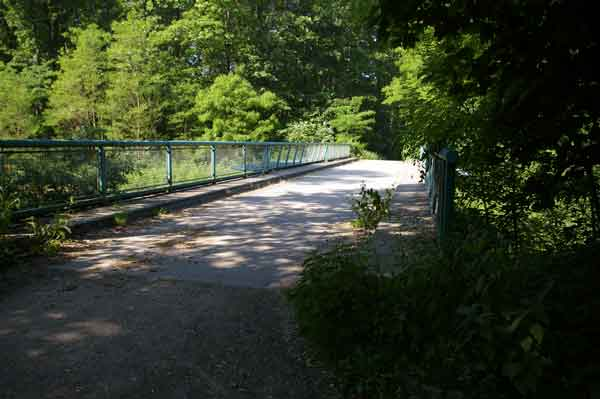
Knochenberger Brücke

Fritz Hinrichs und Alfred Bremme zeichneten um 1950 in ihren Heimatkunde-Lesebuch „Land der Berge, Land der Heimat“ folgende Version auf:

„Die Eisenbahn von Opladen nach Düsseldorf führt kurz vor Immigrath durch ein sumpfiges Waldgebiet. Eine Brücke, genannt die Knochenberger Brücke, verbindet dort Langenfeld mit Leichlingen. In diesem Gebiet stand vor vielen Jahren, so erzählt es die Sage, das Schloss Burggraben. Hier lebte einst ein böser Raubritter. Seine Burg war von breiten, sumpfigen Wassergräben umgeben und nur eine einzige Zugbrücke führte in das Innere. Diese konnte mit starken Ketten hochgezogen werden. Der Ritter, seine Schildknappen und Knechte waren arge Räuber und Wegelagerer, die im Gebüsch an der Straße, die von Köln nach Düsseldorf führt, den reichen Kaufleuten mit ihren Warenzügen auflauerten. Dort überfielen und beraubten sie die Durchreisenden. In einem großen Keller des Schlosses befand sich die Schatzkammer des Ritters, in der in Kisten und Fässern Gold, Silber und Edelsteine lagerten. Sein Reichtum sei so groß gewesen, dass seine Töchter an den langen Winterabenden auf einem goldenen Spinnrad die Wolle spannen, was sonst nur von Prinzessinnen berichtet wird. Eines Tages raubte er aus einem benachbarten Dorfe eine wunderschöne Jungfrau. Dieser gelang es aber, wieder aus dem Schlosse zu entfliehen. Der Raub dann sollte die letzte Untat des Räubers gewesen sein, denn noch in der gleichen Nacht brach ein gewaltiges Unwetter los. Unter Donner und Krachen versank das Schloss mit allen Bewohnern in der Tiefe. Der Ritter befand sich gerade, mit reicher Beute beladen, auf dem Heimweg. Vergebens suchte er das Tor zu seiner Burg. Zornig ritt er immer tiefer in den Sumpf hinein und versank gleichfalls mit allen seinen Begleitern. So erhielt der Bösewicht seine gerechte Strafe. Später haben mutige Männer versucht, an dieser Stelle nach den versunkenen Schätzen zu graben. Als sie schon glaubten, den Schatzkeller erreicht zu haben, ertönte ein gewaltiger Donnerschlag und die gegrabenen Gänge wurden wieder verschüttet. Nur in der Johannisnacht soll man den Schatz heben können. Wehe aber, wenn die Schatzsucher nicht vor Mitternacht ihr Werk vollendet haben! Sie werden von den herabstürzenden Erdmassen begraben.“

### Die Sagenversion

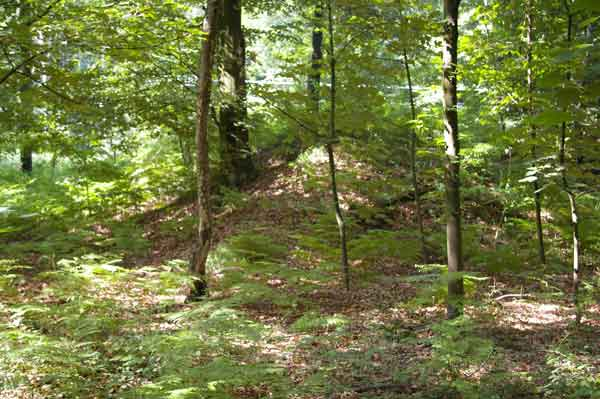
Turmrest eines Turmhügels

Heinz Müller gibt die Sage im Heimatkalender des Rhein-Wupper-Kreises von 1955 in seinem Artikel „Orts- und Flurnamen der Stadt Langenfeld erzählen aus vergangenen Tagen“ in einer abweichenden Fassung wieder:

„Ein früher in der Nähe der Bahnstrecke Troisdorf–Mülheim-Speldorf gelegener Sandhügel von etwa 10 × 10 Metern hat Veranlassung zu der Annahme gegeben, dass dort möglicherweise eine Burg gestanden hat. Eine Sage hat sich daher der Gegend bemächtigt, es wird erzählt, eine „stolze Ritterburg“ habe dort gestanden. Der Besitzer, ein stolzer Raubritter, sei der Schrecken der ganzen Gegend gewesen. Um bei seinen Raubzügen Verfolgern entgehen zu können, hat er seinem Pferd die Hufeisen umgekehrt unterschlagen lassen. Einst soll der Ritter drüben, jenseits des Rheins eine Jungfrau aus vornehmem Hause geraubt und diese in der Burg gefangen gehalten haben. Für diesen Frevel traf das Schloss und seine Bewohner dann aber die Strafe des Himmels. In einer dunklen Gewitternacht, als der Ritter mit seinen Spießgesellen in lärmender Tafelrunde zechte, versank es und mit ihm auch all die vielen geraubten Schätze, unter anderem ein Fass mit Gold und ein goldenes Spinnrad. Gar oft hat man in der Matthiasnacht versucht, die Schätze zu heben, aber immer vergebens, denn es durfte bei der Schatzsuche nicht gesprochen werden. Einst gruben mehrere Männer und eine Frau, als plötzlich das große Fass an ihnen vorbei rollte. Vor Schreck schrien die Goldsucher auf und alles war verschwunden. Ein anderes Mal sahen sich die Schatzsucher wieder nahe am Ziel, als plötzlich ein heftiger Sturm einsetzte, der ihre Seelen mit Grauen erfüllte. Von Angst geschüttelt, entflohen sie der unheimlichen Stelle. So ruhen die Schätze wohl noch heute in der Tiefe.“